# 林美玖
林 美玖（はやし みく、1992年7月22日 - ）は、札幌テレビ放送の元アナウンサー。身長は162cm。

## 来歴・人物
岐阜県岐阜市出身。岐阜県立岐阜高等学校、早稲田大学文学部卒業後、 2015年札幌テレビ放送にアナウンサーとして入社。同期は大慈弥レイ、小笠原舞子（共に2019年3月退職）、村雨美紀。2018年3月で結婚退職。
好きなもの：お酒、ハリーポッターシリーズ、一人旅。

## 過去の出演番組

### 札幌テレビ放送（STV）時代

#### テレビ
- すすめ!みらい戦隊!!（2015年10月4日 - 2018年3月31日）
- ハッピーおとどけ隊
- 1×8いこうよ! 進行役（不定期）
- どさんこワイド リポーター、サブキャスター（2015年10月 - 2018年3月、不定期）
- STVニュース（2015年7月 - 2018年3月、不定期）

#### ラジオ
- Pop'n Rollにズキューン（2016年4月9日 - 2018年3月31日）
  - Pop'n Rollにズキューン FRIDAY
  - Pop'n Rollミュージック
- まるごと!エンタメ〜ション （2017年3月3日 - 、金曜担当）
- ミュージックパレット
- STVニュース（不定期）
- オハヨー!ほっかいどう（2015年10月 - 2016年3月、木・金曜担当）
- マッスルナイト（2016年2月 - 2016年3月）

### 札幌テレビ放送（STV）退社後
- 増田塾「入試のヒント2020」早稲田大学編（千葉テレビ放送）[2]
- アタックヤング60（STVラジオ、2022年11月11日・18日） - 村雨美紀担当回のコーナー「すすめ!みらい戦隊!!リターンズ」にてリモートでゲスト出演し、同期アナ4人が勢揃いした。